# Andrei Zolotko
Andrei Zolotko er en moldovisk forretningsmand og tidligere fodboldagent. Han repræsenterer majoriteten af aktiekapitalen i VB Alliancen A/S, selskabet bag den traditionsrige danske fodboldklub Vejle Boldklub.
Han er tilknyttet HMP SPORT management som transferkonsulent under pseudonymet Andrew Zolotko. Han har stor tilknytning til det russiske marked, men har også repræsenteret spillere med tilknytning til den danske Superliga. Han har bl.a. fået Marco Ureña til FC Midtjylland fra FC Kuban Krasnodar og fået den tidligere FC Midtjylland spiller Izunna Uzochukwu til FC Amkar Perm.